# Lakh

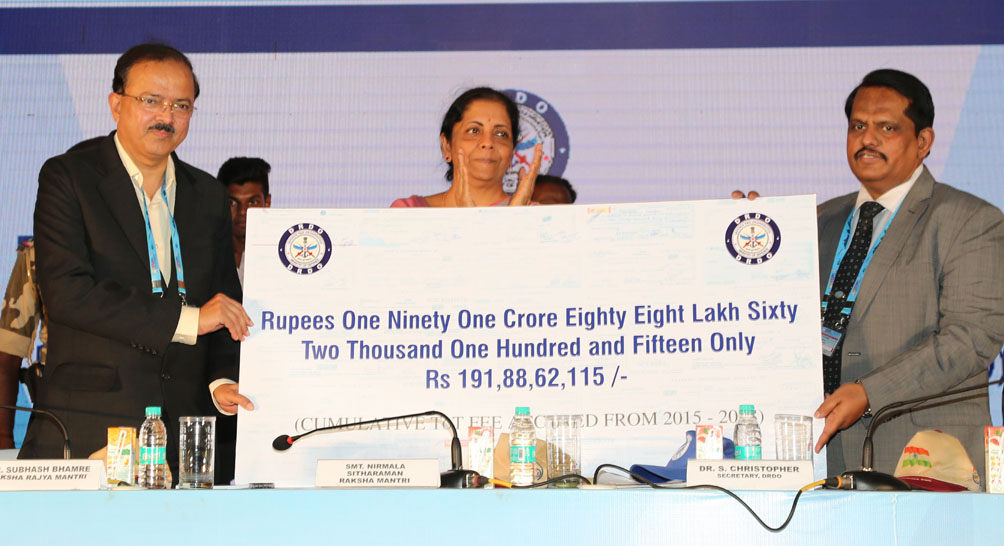
Een cheque voor 191 crore en 88 lakh.

Een lakh, ook wel lac, is gelijk aan 100.000 (honderdduizend), in de getalnotatie in delen van Azië. Op deze manier worden de getallen, ook officieel, in India, Bangladesh, Nepal, Sri Lanka, Pakistan, Bhutan en Myanmar gebruikt. 
De getallen worden na 1.000 in groepen van 2 decimalen in plaats van 3 decimalen geschreven. De interpunctie binnen de getallen is dus anders. Bovendien worden komma's gebruikt, zoals in het Engels, in plaats van punten, zoals in het Nederlands. Dit levert de volgende schrijfwijze op: 1 lakh = 1,00,000 en 1 crore = 1,00,00,000.
Zo wordt bijvoorbeeld driehonderdduizend roepies weergegeven als ₹ 3,00,000 = 3 lakh roepies. Ook het aantal inwoners van een grote stad wordt in lakh uitgedrukt.  